# Scaphytopius lumenotus
Scaphytopius lumenotus är en insektsart som beskrevs av Delong 1943. Scaphytopius lumenotus ingår i släktet Scaphytopius och familjen dvärgstritar. Inga underarter finns listade i Catalogue of Life.